# Дослідження Марса

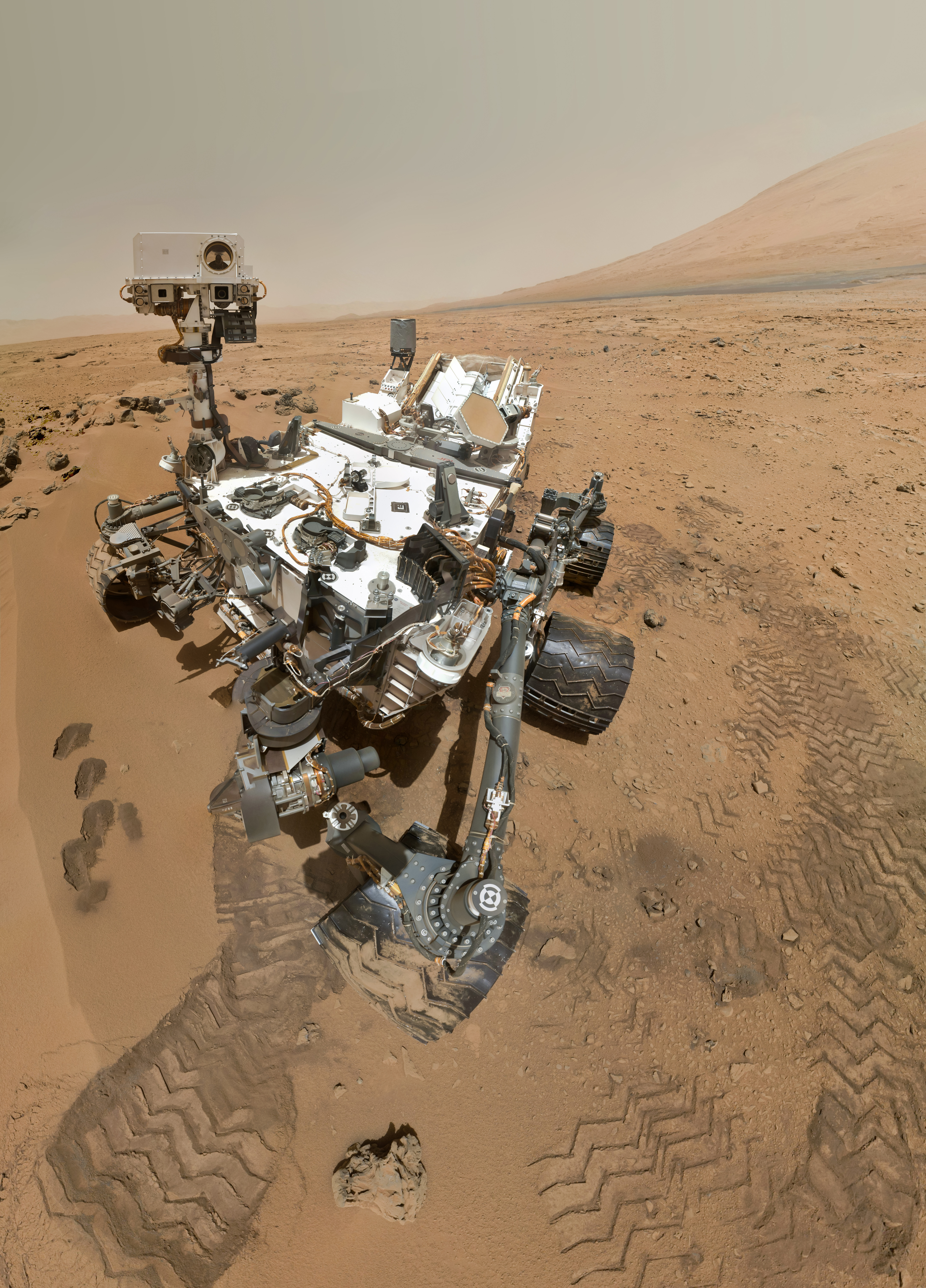
Марсохід «К'юріосіті», який здійснив посадку на Марс у 2012.

Дослідження Марса — вивчення Марса космічними апаратами. Зонди вирушають із Землі починаючи з XX ст., що призвело до значного збільшення знань людства щодо марсіанської системи, перш за все — у розумінні геології (ареології) й потенційної придатності до життя.

## Поточний статус
Проєктування міжпланетних подорожей — складний процес, а дослідження Марса апаратами має високий рівень невдач, особливо під час перших місій. Приблизно 2/3 всіх космічних місій до Марса зазнали невдач ще до початку наукової роботи. Деякі місії досягли значного успіху, зокрема, два марсоходи з програми Mars Exploration Rover працювали тривалий час після завершення гарантованого строку роботи. 6 листопада 2017 року на поверхні Марса діють два ровери («Оппортьюніті» програми Mars Exploration Rover та «К'юріосіті» програми Марсіанська наукова лабораторія), а також на орбіті перебувають шість орбітальних апаратів: «Марс Одіссей», «Марс-експрес», Mars Reconnaissance Orbiter, «Мангальян», Mars Atmosphere and Volatile Evolution, ExoMars Trace Gas Orbiter, які надали науковцям великий обсяг інформації щодо Марса. Не було здійснено жодної місії з повернення зразків з Марса на Землю, місія з повернення зразків з супутника Марса — Фобоса («Фобос-Ґрунт») — зазнала невдачі.
24 січня 2014 року агенція NASA звітувала про поточний стан вивчення Марса роверами «Оппортьюніті» і «К'юріосіті». Було зазначено, що ровери будуть шукати докази існування життєздатних форм, включаючи автотрофів, хемотрофів або літотрофів, а також докази існування води, включаючи озерні рівнини, у яких могли існувати форми життя. Пошук доказів існування життя, органічого вуглецю на Марсі — це на сьогодні основне завдання NASA.

## Марсіанська система
Людство тривалий час цікавиться Марсом. Ранні спостереження за допомогою телескопа виявили зміни кольору на поверхні, що було ідентифіковано як зміна сезонів. Подальші спостереження у телескоп виявили два супутники — Фобос і Деймос, полярні льодяні шапки і місцевість, відому як Гора Олімп — найвища відома гора Сонячної системи. Відкриття пожвавили інтерес до вивчення і дослідження червоної планети. Марс — кам'яна планета, така ж як і Земля, він утворився у той самий час, проте має вдвічі менший діаметр, набагато тоншу атмосферу та холодну, пустельну поверхню.

## Стартове вікно
Щоб витрачати якомога менше палива для перельоту від Землі до Марса, запуски здійснюються раз на 2 роки та 2 місяці (приблизно через 780 днів). Найменші витрати палива для перельоту можливі раз на 16 років. Наприклад, це було у 1969 і 1971 роках під час стартових вікон, досягнувши мінімуму в 1970-х, наступний цикл припав на 1986 і 1988 роки.

## Минулі і діючі місії
Починаючи з 1960 року, СРСР здійснив серію запусків зондів до Марса, зокрема, перший проліт повз Марс і важку посадку (Марс 1962B). Перший успішний проліт Марса відбувся 14—15 липня 1965 року апаратом NASA «Марінер-4». 14 листопада 1971 року КА «Марінер-9» став першим космічним апаратом на орбіті іншої планети. Кількість даних, отриманих від зондів різко збільшилась із поліпшенням технологій.
Перший контакт із поверхнею був здійснений радянськими зондами: спускним апаратом «Марс-2» — 27 листопада 1971 року і апаратом «Марс-3» — 2 грудня 1971 року. «Марс-2» зазнав аварії під час спуску, а «Марс-3» перестав працювати приблизно після 20 секунд після посадки. «Марс-6» зазнав невдачі під час приземлення, проте зумів передати деякі дані щодо атмосфери. 1975 року NASA запустила програму «Вікінг», яка складається з двох орбітальних апаратів, обидва мали спускні апарати, вони успішно здійснили м'яку посадку 1976 року. «Вікінг-1» передавав дані впродовж 6 років, «Вікінг-2» — три роки. Спускні апарати Вікінг передали перші кольорові світлини Марса.
Радянські зонди «Фобос-1» і «Фобос-2» були відправлені до Марса 1988 року для вивчення його супутників із фокусуванням на Фобосі. Зв'язок із «Фобосом-1» було втрачено під час подорожі до Марса. «Фобос-2» зробив світлини Фобоса й Марса, проте до початку від'єднання посадкових платформ зв'язок із ним було втрачено.
Приблизно 2/3 всіх космічний апаратів зазнали невдачі і не виконали своїх місій, тому система Марса має статус складної цілі для досліджень.
Місії, які зазнали невдач після «Фобоса-1» і «Фобоса-2» (1988):
- Mars Observer (запущений 1992 року)
- «Марс-96» (1996)
- Mars Climate Orbiter (1999)
- Mars Polar Lander із Deep Space 2 (1999)
- «Нодзомі[en]» (2003)
- «Бігль-2» (2003)
- «Фобос-Ґрунт» з «Інхо-1» (2011)
- «Скіапареллі» (2016)

Після невдачі апарата Mars Observer Orbiter NASA запустила місію Mars Global Surveyor, яка досягла орбіти Марса 1997 року. Ця місія була повністю успішна, і завершила картографування планети на початку 2001 року. Зв'язок з апаратом було втрачено в листопаді 2006 під час третьої розширеної місії апарата, орбітальний апарат відпрацював 10 років у космосі. Місія NASA Mars Pathfinder мала у складі станції дослідницький марсохід «Соджорнер», який приземлився у місцевості Ares Vallis на Марсі влітку 1997 року і відправив на Землю багато світлин.
Апарат «Фенікс» приземлився біля північного полюса Марса 25 травня 2008 року. Його роботизована рука занурилась у марсіанський ґрунт, внаслідок чого 20 червня 2008 року було підтверджено наявність водяного льоду. Місію було завершено після того, як 10 листопада 2008 року зв'язок було втрачено. 2008 року ціна транспортування вантажу з поверхні Землі до поверхні Марса становила приблизно 309 000 $/кг.
«Розетта» пролетіла Марс приблизно за 250 км 2007 року. Dawn пролетів повз Марс у лютому 2009 року для здійснення гравітаційного маневру для досягнення Вести й Церери.

### Діючі місії
Апарат NASA «Марс Одіссей» вийшов на орбіту Марса 2001 року. Спектрометр гамма променів цього апарата виявив значну кількість водню у верхньому прошарку реголіту Марса. Цей водень може свідчити про великі запаси водяного льоду під поверхнею.
Місія «Марс-експрес» (ESA) досягла Марса 2003 року. Апарат мав на борту спускний апарат «Бігль-2», але після приземлення апарат на зв'язок не вийшов і його визнали втраченим у лютому 2004 року. У січні 2005 року камера Mars Reconnaissance Orbiter знайшла «Бігль-2»: апарат здійснив м'яку посадку, проте сонячні панелі й антени не розгорнулись. На початку 2004 року спектрометр апарата «Марс-експрес» знайшов у марсіанській атмосфері метан. У червні 2006 року ESA оголосило про відкриття явища полярного сяйва на Марсі.
У січні 2004 року два марсоходи NASA з програми Mars Exploration Rover — «Спіріт» і «Оппортьюніті» — здійснили посадку на поверхню Марса. Обидва марсоходи досягли своїх цілей. Серед наукових досягнень — докази того, що рідка вода існувала деякий час у минулому в обох місцях посадки. Піщані бурі чистили сонячні панелі роверів, це підвищувало їх працездатність, збільшуючи вироблення енергії. Марсохід «Спіріт» працював до 2010 року, коли припинив передавати дані через падіння в піщану дюну.
10 березня 2006 року зонд NASA Mars Reconnaissance Orbiter досяг орбіти Марса для виконання дворічної наукової місії. Апарат розпочав фотографування марсіанської поверхні й спостереження за погодними умовами, щоб знайти придатні для посадки майбутніх місій місця. Цей зонд зробив перші світлини активних лавин на північному полюсі 3 березня 2008 року.
Місія Марсіанська наукова лабораторія була запущена 26 листопада 2011 року, вона транспортувала «К'юріосіті» на поверхню Марса 6 серпня 2012 року. Марсохід більший і сучасніший, ніж ровери програми Mars Exploration Rover, і має швидкість до 90 м/год. Наукові дослідження, що проводились, — це дистанційний хімічний аналіз гірських порід на відстані 7 м. Наступна місія, що була відправлена до Марса — MAVEN.
Індійська організація космічних досліджень і розробок відправила до Марса орбітальний апарат «Мангальян» 5 листопада 2013 року. Апарат був успішно виведений на орбіту Марса 24 вересня 2014 року. Це четверте космічне агентство, яке успішно відправило апарат до Марса поряд з СРСР, NASA і ESA. Індія — перша країна, яка змогла вивести космічний апарат на орбіту Марса з першої спроби.
Апарат ExoMars Trace Gas Orbiter прибув до системи Марса 2016 року й доправив тестовий спускний апарат «Скіапареллі». Посадка визнана частково успішною через зіткнення з поверхнею, хоча апарат передавав дані під час спуску.
Об'єднані Арабські Емірати 20 липня 2020 р. запустили науковий та технологічий зонд на Марс. Це перша така місія до Червоної планети, ініційована арабською країною. Запуск безпілотного зонду «Аль-Амаль» (у перекладі з арабського «Надія»), або Hope, відбувся 20 липня 2020 року з Японії за допомогою японської ракети H-IIA, з території наукового центру Танеґашіма на півдні Японії. Заплановано, що він досягне Марса в лютому 2021 року та перебуватиме на орбіті планети щонайменше два роки. «Аль-Амаль» долучиться до щонайменше восьми активних місій, які станом на 2020 рік досліджують Марс.
Китай у липні 2020 року запустив свій перший зонд із дослідження Марса «Тяньвень-1». Очікується, що зонд досягне Марса через сім місяців — у лютому 2021 року. Космічна станція пробуде на орбіті Марса два місяці, а в квітні висадить на планету марсохід, який займеться вивченням поверхні і пошуком води. Мета китайської місії полягає в тому, щоб знайти сліди життя на Марсі, а також вивчити можливості для його потенційної колонізації людиною.

### Огляд місій
Нижче наведений огляд місій, орієнтованих переважно на орбітальні апарати і пролітні КА. Дивись також Приземлення на Марс, а також Марсохід.

#### Ранні радянські місії

##### 1960-ті роки
Між 1960 і 1969 роками СРСР запустив для дослідження Марса 9 зондів. Усі вони зазнали невдачі: три під час запуску; три не вийшли на навколоземну орбіту; один під час коригування траєкторії до Марса і два під час міжпланетної подорожі.
Перша програма СРСР з дослідження Марса — 1М — непілотована космічна міжпланетна дослідницька програма, що складалась із двох зондів, що були запущені у жовтні 1960 року: «Марс-1М № 1» і «Марс-1М № 2». Після запуску насоси 3-го ступеня на обох пускових установках не змогли створити достатній тиск, щоб почати запалювання, тому орбіта Землі не була досягнута. Космічний зонд досяг висоти 120 км до початку падіння.
Космічний апарат «Марс 1962А» мав здійснити проліт повз Марс, він був запущений 24 жовтня 1962 року. Апарат «Марс 1962B» мав стати першою місією з приземлення на поверхню Марса, був запущений пізніше у 1962 році. Обидва апарати зазнали невдачі або під час виходу на орбіту Землі або під час ввімкнення двигуна, щоб вийти на траєкторію до Марса.

###### Перші успіхи
| Космічний апарат | Орбітальний або політний результат | Результат приземлення |
| ---------------- | ---------------------------------- | --------------------- |
| «Марс-1»         | Невдало                            | Невдало               |
| «Марс-2»         | Успіх                              | Невдало               |
| «Марс-3»         | Частковий успіх                    | Частковий успіх       |
| «Марс-4»         | Невдало                            | Н/Д                   |
| «Марс-5»         | Частковий успіх                    | Н/Д                   |
| «Марс-6»         | Успіх                              | Невдало               |
| «Марс-7»         | Успіх                              | Невдало               |
| «Фобос-1»        | Невдало                            | Невдало               |
| «Фобос-2»        | Частковий успіх                    | Невдало               |

«Марс-1» — автоматичний міжпланетний апарат був запущений до Марса — 1 листопада 1962 року, був першим зондом радянської програми з дослідження Марса. Апарат повинен був пролетіти повз Марс на відстані приблизно 11 000 км і зробити світлини поверхні Марса, відправити дані щодо космічної радіації, мікрометеоритних ударів та мігнітного поля, структуру атмосфери і можливі органічні сполуки. Було здійснено 62 радіопередачі, з періодом між ними у два дні, а пізніше у 5 днів, був зібраний значний масив даних. У результаті пошкодження системи орієнтації 21 березня 1963 року на відстані близько 106 млн км був отриманий останній сигнал, після чого «Марс-1» замовк.
У 1964 році обидва радянські зонди, «Зонд 1964А» (4 червня) і «Зонд-2» (30 листопада) за програмою «Зонд», зазнали невдачі: «Зонд 1964А» під час запуску, а «Зонд-2» на шляху до Марса на початку травня 1965 року.
У 1969 році за радянською програмою «Марс» були підготовлені два однакові 5-тонні апарати, названі М-69 — «Марс 1969А» та «Марс 1969В». Обидва зонди були втрачені під час запуску, вони запускались, новою ракетою-носієм «Протон».

##### 1970-ті роки
СРСР мав наміри щодо запуску першого штучного супутника Марса, випередивши американські апарати, що планувалось запустити — «Марінер-8» і «Марінер-9». У травні 1971 року, наступного дня після того, як «Марінер-8» не зміг вийти на орбіту, апарат «Космос-419», важкий апарат радянської марсіанської програми М-71, також зазнав невдачі. Космічний апарат був сконструйований як орбітальний, у той час як наступні два зонди програми М-71, «Марс-2» і «Марс-3», були багатозадачними і складались з орбітального і спускного апарата з маленькими роверами, які мали б стати першими роверами за межами Місяця. Апарати були успішно запущені у середині травня 1971 року і досягли орбіти Марса після семи місяців польоту. 27 листопада 1971 року спускний апарат зонду «Марс-2» невдало приземлився на поверхню Марса через помилку комп'ютера і став першим зробленим людиною апаратом, що досяг поверхні Марса. 2 грудня 1971 року спускний апарат зонда «Марс-3» став першим космічним апаратом, що здійснив м'яку посадку на поверхню Марса, проте передача сигналів була припинена після 14,5 с після початку.
Орбітальні апарати «Марс-2» і «Марс-3» відправили на Землю значну кількість даних з грудня 1971-го до березня 1972 року, дані також передавались до серпня. 22 серпня 1972 року після відправлення 60 світлин, «Марс-2» і «Марс-3» закінчили свою місію. Зі світлин науковці склали перші карти рельєфу Марса, отримали дані щодо гравітації і магнітного поля.
У 1973 році СРСР здійснив запуск ще чотирьох апаратів до Марса: орбітальні апарати:«Марс-4» і «Марс-5» і пролітні/спускні апарати: «Марс-6» і «Марс-7». Всі місії, окрім «Марс-7» надіслали корисні дані на Землю, найуспішнішою виявилась місія «Марс-5». Апарат «Марс-5» перестав функціонувати через три тижні після виходу на орбіту. «Марс-5» передав лише 60 світлин до того, як його передавач розгерметизувався, що й припинило місію. Спускний апарат «Марс-6» передавав дані під час спуску, проте зазнав невдачі під час приземлення. «Марс-4» пролетів Марс за 2200 км відправивши на Землю кілька світлин та дані про затримку радіозв'язку, а також вперше виявив іоносферу Марса. Спускний апарат станції «Марс-7» передчасно відділився від зонду, що його транспортував, унаслідок проблеми, що виникла в одній із систем. У результаті спускний апарат пролетів повз планету на відстані 1300 км.

#### Програма «Марінер»

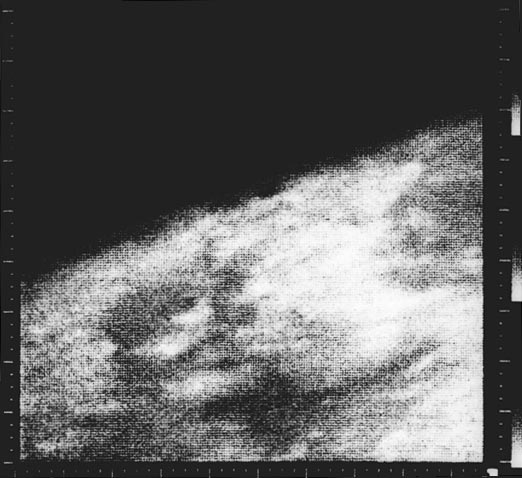
Перші знімки Марса з близької відстані, зроблені у 1965 році «Марінером-4», розмір приблизно 330 км × 1200 км.

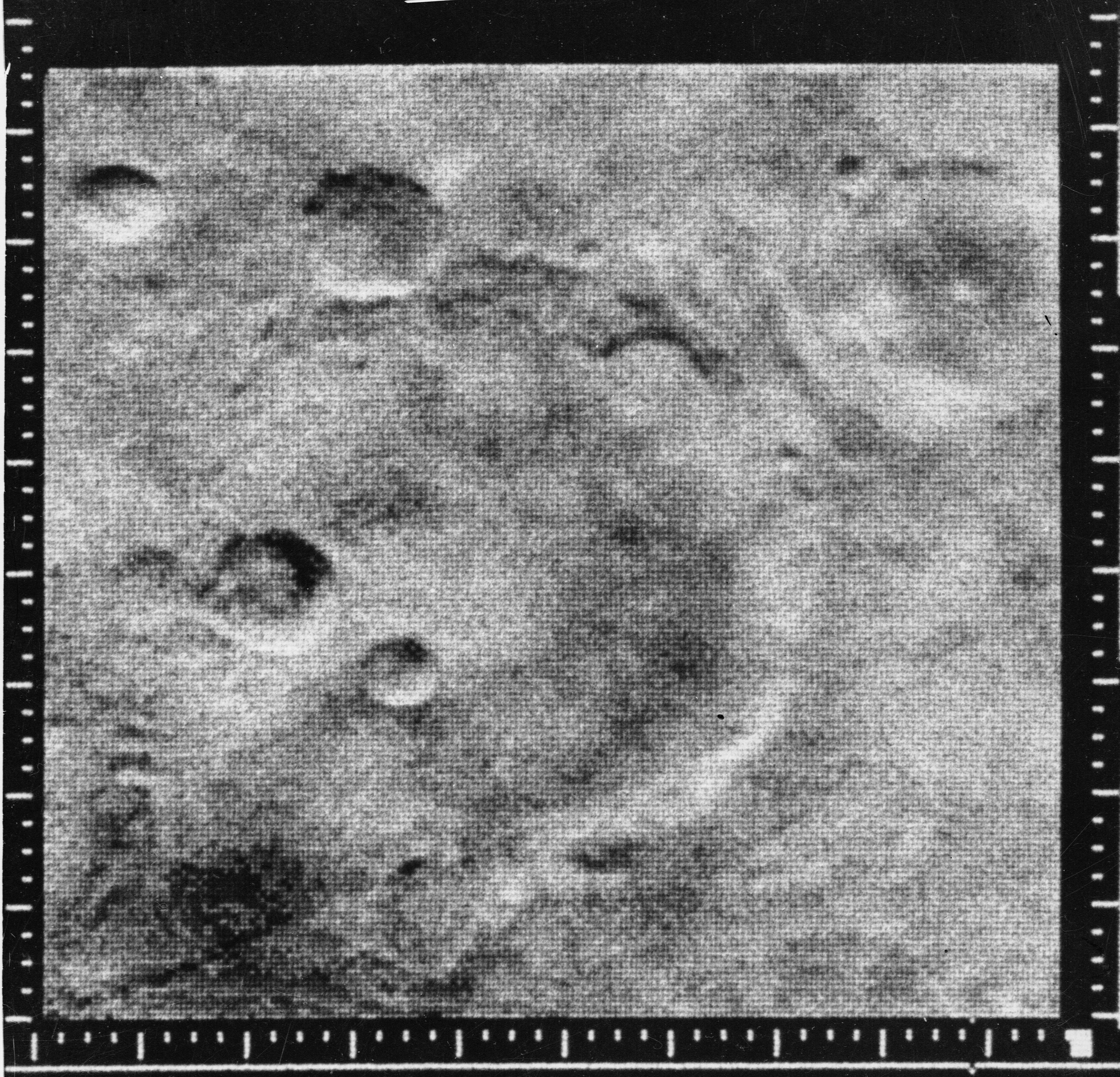
Кратер Марінер, сфотографований апаратом «Марінер-4».

У 1964 році Лабораторія реактивного руху зробила дві спроби досягти Марса. Ідентичні космічні апарати «Марінер-3» і «Марінер-4» були спроєктовані, щоб здійснити перші обльоти Марса. «Марінер-3» був запущений 5 листопада 1964 року, але обтічник ракети не розкрився належним чином і місія була провалена. Три тижні по тому, 28 листопада 1964 року, «Марінер-4» був успішно запущений у подорож до Марса.
«Марінер-4» пролетів повз Марс 14 липня 1965 року, забезпечивши науковців першими крупноплановими світлинами іншої планети. Світлини поступово були передані через невеликий рекодер зонда, який також виявив ударні кратери. Це забезпечило науковців точнішими даними щодо планети. Зонд виміряв атмосферний тиск — 1 % від земного, були виміряні денні температури −100 °C. Дані щодо магнітного поля або марсіанських радіаційних поясів — не було виявлено. Нові дані потрібно було врахувати для проєктування марсіанських спускних апаратів і показали, що життя на Марсі могло існувати в суворіших умовах, ніж передбачалось раніше.
NASA продовжила програму «Марінер», запустивши ще два апарати до Марса — «Марінер-6» і «Марінер-7». Вони були запущені у наступне пускове вікно і досягли Марса 1969 року. Під час подорожі один з апаратів був втрачений. «Марінер-9» став першим апаратом, що успішно вийшов на орбіту Марса. Коли «Марінер-9» досяг Марса 1971 року, то разом із двома радянськими орбітальними апаратами («Марс-2» і «Марс-3») спостерігав на планеті пилову бурю.
Поки тривала буря, керівники місії зробили світлини Фобоса. Коли буря на поверхні Марса вщухла, апарат зробив світлини, які дозволили зробити припущення про існування рідкої води на поверхні планети в минулому. Ці світлини засвідчили суттєвий прогрес у порівнянні з попередніми місіями. Вони також остаточно визначили справжню сутність марсіанських альбедо.[джерело?]
Наприклад, місцевість Nix Olympica була однією з місцевостей, яку можна було побачити навіть під час піщаної бурі і вважається найвищою горою в Сонячній системі.

#### Програма «Вікінг»
Програма Вікінг запустила апарати «Вікінг-1» і «Вікінг-2» до Марса 1975 року. Програма складалась із двох орбітальних апаратів і двох спускних — це були перші два космічні апарати, які успішно приземлились і працювали на Марсі.
| Посадковий майданчик «Вікінга-1» (21 липня 1976 року).Посадковий майданчик «Вікінга-2» (5 вересня 1976 року).Посадковий майданчик «Вікінга-2» (25 вересня 1977 року).Сніг на посадковому майданчику «Вікінга-2» (18 травня 1979 року).Схід сонця на Марсі на Золотій рівнині Chryse Planitia (20 серпня 1976 року). |

Головні наукові цілі спускних апаратів — пошук біосигнатур і спостереження за метеорологічними, сейсмічними й магнітними змінами на Марсі. Результати біологічних експериментів на борту спускних апаратів показали, що в зразках є ознаки мікробного життя.
| Ерозія поверхні кратеруОстрови, що утворились від ерозії Oxia Palus.Острови у Lunae Palus.Місцевість у Квадранглі Lunae Palus. |

Орбітальні апарати «Вікінгів» виявили, що великі повені з води утворили глибокі долини і рухались по ним тисячі кілометрів. Області розгалужених струмків у південній півкулі показують, що в цій місцевості раніше йшов дощ.

#### Mars Pathfinder

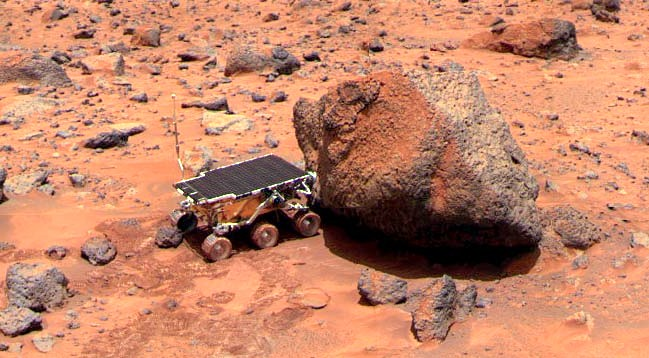
«Соджорнер» здійснює вимірювання спектрометром каменю Йогі.

Програма «Mars Pathfinder» була створена та запущена США. Космічний апарат приземлився на Марс 4 липня 1997 року. Він складався зі спускного апарата й невеликого 10,6 кг ровера, названого «Соджорнер», який був першим марсоходом. Щодо наукових цілей, то ровер випробував різні технології, як-от система приземлення за допомогою повітряної подушки та автоматичне ухилення від перешкод. Обидві ці технології пізніше були використані у програмі Mars Exploration Rover.

#### Mars Global Surveyor

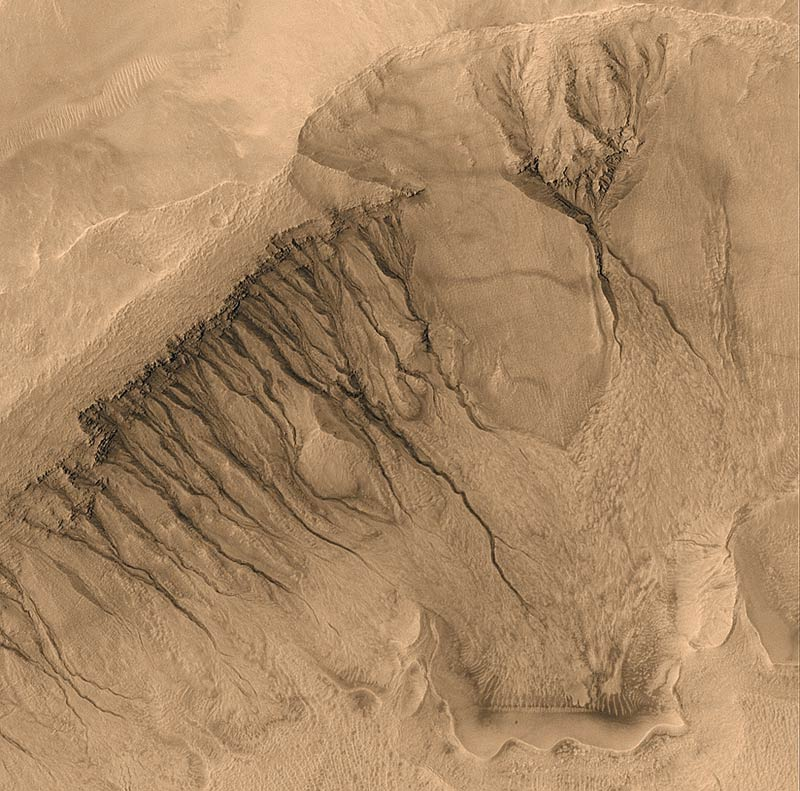
Яри, які схожі на яри на Землі, сфотографовані станцією Mars Global Surveyor.

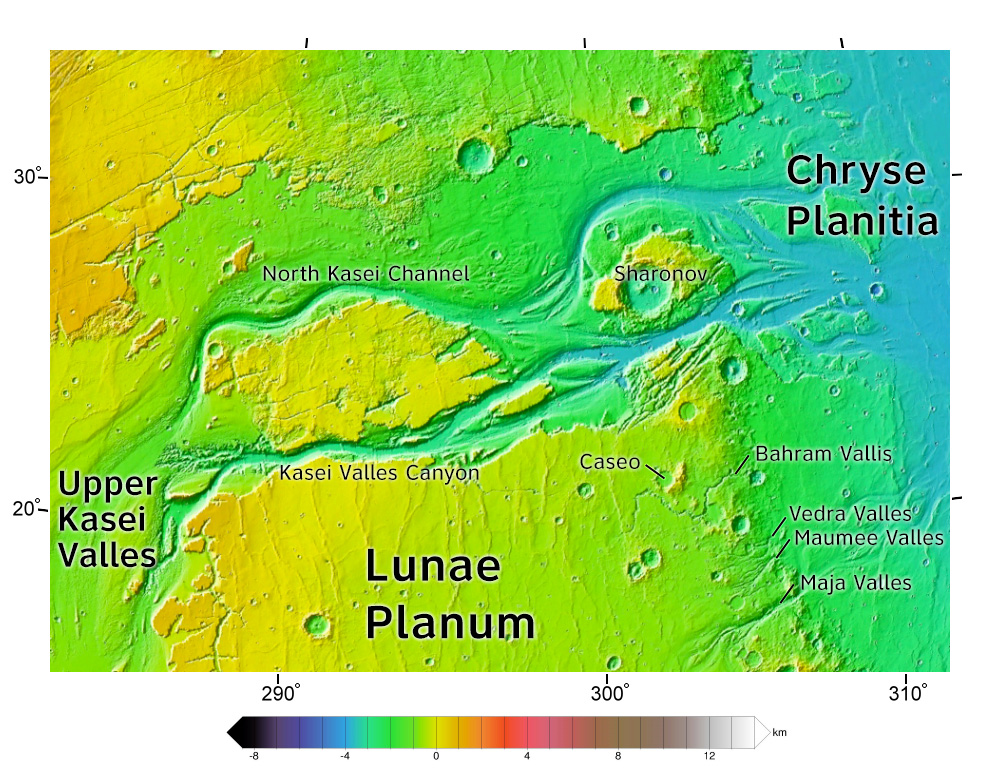
Кольорова мапа, зроблена на основі даних апарата Mars Global Surveyor, на якій можна побачити результати повеней на Марсі.

Космічний апарат Mars Global Surveyor був запущений 7 листопада 1996 року і вийшов на орбіту 12 вересня 1997 року. У березні 1999 року, після півтора року зміни орбіти з еліптичної до кругової, апарат почав виконувати свою головну місію з картографування. Апарат досліджував планету з низької висоти і в районі полюсів один марсіанський рік (приблизно два земних роки). Свою головну роботу апарат завершив 31 січня 2001 року, його роботу було подовжено ще кілька разів.
Орбітальний апарат вивчав марсіанську атмосферу й структуру й надав науковцям більше даних про червону планету, ніж усі попередні місії разом. Дані були оброблені й опубліковані.
Серед ключових знахідок апарата слід відзначити створення світлин потоків і поверхневих утворень, які вказують на наявність джерел рідкої води, подібних до водоносного горизонту на або близько поверхні планети. Схожі канали на Землі формуються за допомогою проточної води, проте на Марсі температура доволі низька і атмосфера тонка для утворення рідкої води. Не дивлячись на це, багато науковців передбачають, що рідка вода колись текла на поверхні Марса, утворивши канали і долини, вона утворила басейни, на дні яких вода спочатку застигла, а потім випарувалася.
Магнітометр апарата показав, що магнітне поле планети генерується не по всій планеті ядром, а розміщене в окремих ділянках кори. Нові температурні дані й детальніші світлини Фобоса показали, що його поверхня складається з порошкового матеріалу товщиною не менше 1 метра, внаслідок мільйонів років бомбардувань метеоритами. Дані від альтиметра космічного апарата надали науковцям тривимірні краєвиди марсіанської північної полярної шапки. Контакт з апаратом було втрачено 5 листопада 2006 року. NASA полишила спроби зв'язатись з апаратом 28 січня 2007 року.

#### «Марс Одіссей» та «Марс-експрес»
24 жовтня 2001 року «Одіссей» прибув на довколомарсіанську орбіту. Апарату вдалося отримати дані, що свідчать про великі запаси води на Марсі. Мабуть, на деяких ділянках на глибині 45 см залягає порода, що на 70 % (за обсягом) складається з замерзлої води.
2 червня 2003 року «Марс-експрес» стартував з космодрома «Байконур». Космічний апарат складається з орбітальної станції — штучного супутника Марса і спускного апарата з автоматичною марсіанської станцією «Бігль-2». Автоматична марсіанська станція «Бігль-2» мала буровий механізм, маленький спектрометр, прилади для виявлення слідів життєдіяльності мікроорганізмів.
Орбітальний апарат вийшов на орбіту Марса 25 грудня 2003 року, «Бігль-2» ввійшов в атмосферу Марса того ж дня. Однак зв'язок з апаратом обірвався. Спроби зв'язатись з апаратом тривали до січня, однак у середині лютого «Бігль-2» було оголошено втраченим. Орбітальний апарат «Марс-експрес» підтвердив наявність водяного льоду й вуглекислого осаду на південному полюсі планети, до того NASA підтвердила їх наявність на північному полюсі Марса.
У грудні 2005 року при аналізі знімків поверхні Марса, зроблених міжпланетним апаратом Mars Global Surveyor учені виявили ймовірне місце посадки модуля «Бігль-2». Вивчивши фотографії, вчені заявили, що зонд приземлився майже неушкодженим. На фотографії можна побачити кілька темних плям, які, ймовірно, є повітряними подушками і парашутами апарата. Це означає, що всі системи безпеки спрацювали вірно і до зіткнення з поверхнею модуль залишався справним. Основною причиною виходу з ладу визнано відмову обладнання зв'язку.

#### MER та «Фенікс»

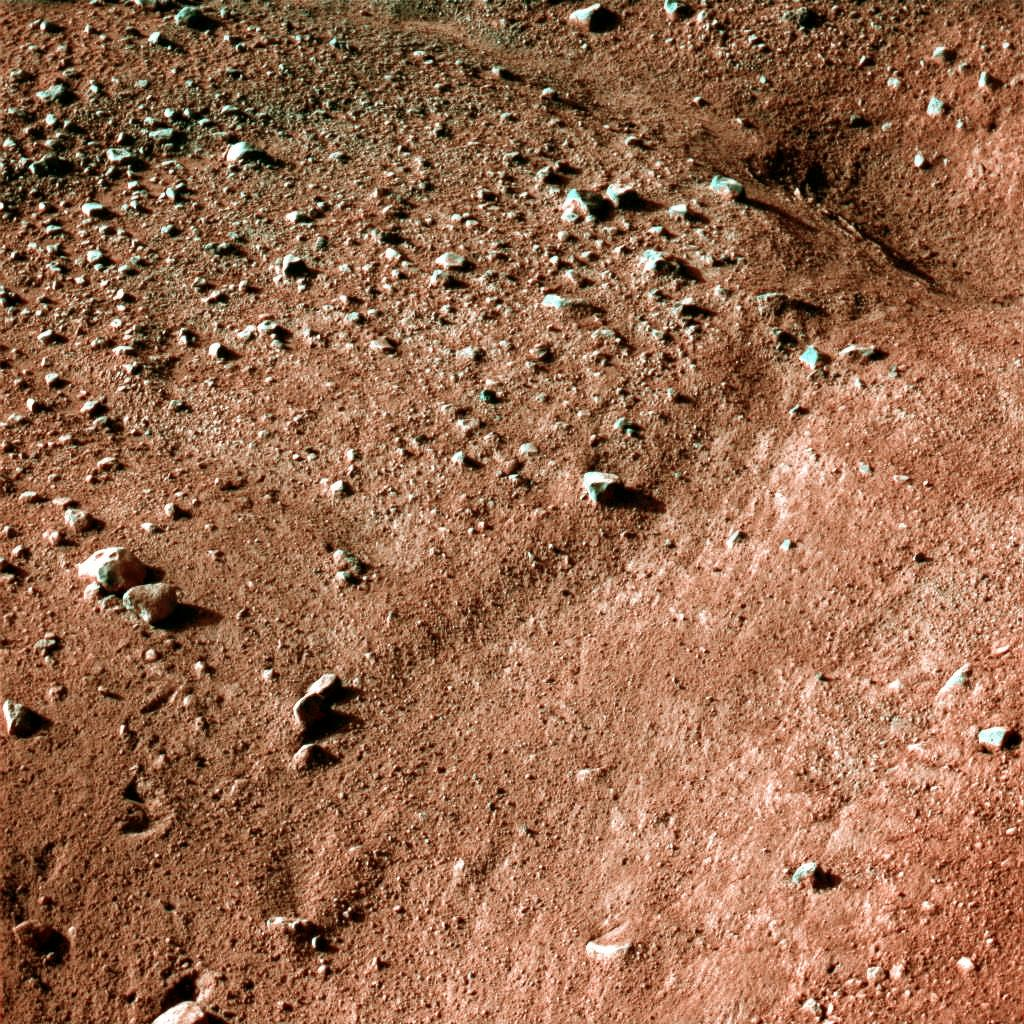
Краєвид полярної поверхні, сфотографований апаратом «Фенікс».

Програма NASA «Mars Exploration Rover» розпочалася у 2003 році і триває досі. Програма має у складі два марсохіди — «Спіріт» та «Оппортьюніті» для дослідження геології поверхні Марса. Наукові цілі місії: пошук і аналіз широкого спектра порід і ґрунтів, які містять підказки щодо дій води на Марсі у минулому. Це частина програми дослідження Марса, яка складається з трьох успішних попередніх спускних апаратів: два апарати Вікінг у 1976 та апарата Mars Pathfinder у 1997 році.

#### Mars Reconnaissance Orbiter
Апарат Mars Reconnaissance Orbiter (MRO) — це багатофункціональний космічний апарат, створений для розвідування і дослідження Марса з орбіти. $720-мільйонний апарат був побудований компанією Lockheed Martin під керівництвом Лабораторії реактивного руху і запущений 12 серпня 2005 року, він вийшов на орбіту Марса 10 березня 2006 року.
Апарат MRO нає на борту такі наукові інструменти, як камера HiRISE, радіолокатор SHARAD, камеру CTX, інструмент CRISM. Камеру HiRISE використовують для аналізу марсіанського ландшафту, CRISM та SHARAD створені для виявлення води, льоду і мінералів на та під поверхнею. До того ж апарат прокладає шлях для наступних поколінь космічних апаратів, аналізуючи погоду і явища на поверхні планети, відшукуючи посадкові майданчики і тестуючи нові телекомунікаційні системи, що мають здатність надсилати і отримувати інформацію зі значним бітрейтом у порівнянні з попередніми апаратами. Дані надсилаються і отримуються апаратом швидше, ніж в усіх попередніх міжпланетних місіях разом і дозволяє апарата слугувати важливим ретранслятором для інших місій.

#### «Розетта» та «Світанок»
Апарат ESA — «Розетта», який був запущений до комети Чурюмова — Герасименко пролетів повз Марс на відстані 250 км — 25 лютого 2007 року, гравітаційний маневр скоригував треєкторію космічної місії.
Місія NASA «Світанок» використала гравітацію Марса у 2009 році для зміни напряму руху і швидкості на шляху до Вести і протестувала камеру апарата та інші інструменти на Марсі.

#### «Фобос-Ґрунт»
8 листопада 2011 року апарат був запущений Роскосмосом (РФ), місія мала амбіційні цілі з дослідження супутника Марса — Фобоса. Вона складалась з спускного апарата, який мав би доправити зразки ґрунту з поверхні Фобоса на Землю і доправити китайський апарат «Інхо-1» на орбіту Марса. При виведенні станції «Фобос-Ґрунт», запущеної 9 листопада, на траєкторію відльоту склалася нештатна ситуація. Причиною невдачі стало те, що не спрацювала маршова рухова установка, яка мала забезпечити рух «Фобос-Ґрунт» після його відділення від ракети-носія. Це могло статися внаслідок збою програмного забезпечення або через поломку датчиків чи приладів безпосередньо на борту апарата.
Запустити маршовий двигун так і не вдалося, і космічний апарат «Фобос-Ґрунт» 15 січня 2012 року на 1097-му витку увійшов у верхні шари земної атмосфери і перестав існувати внаслідок аеродинамічного перегріву і механічного руйнування. Припускають, що поверхні Землі (а точніше, Тихого океану, приблизно 1000 км західніше чилійського острова Веллінгтон) досягнули тільки деякі фрагменти з тугоплавких матеріалів загальною масою 200 кг. Всі інші компоненти включно з паливними баками із високотоксичним паливом та окисником згоріли в атмосфері ще на висоті приблизно 100 км.

#### Марсохід «К'юріосіті»

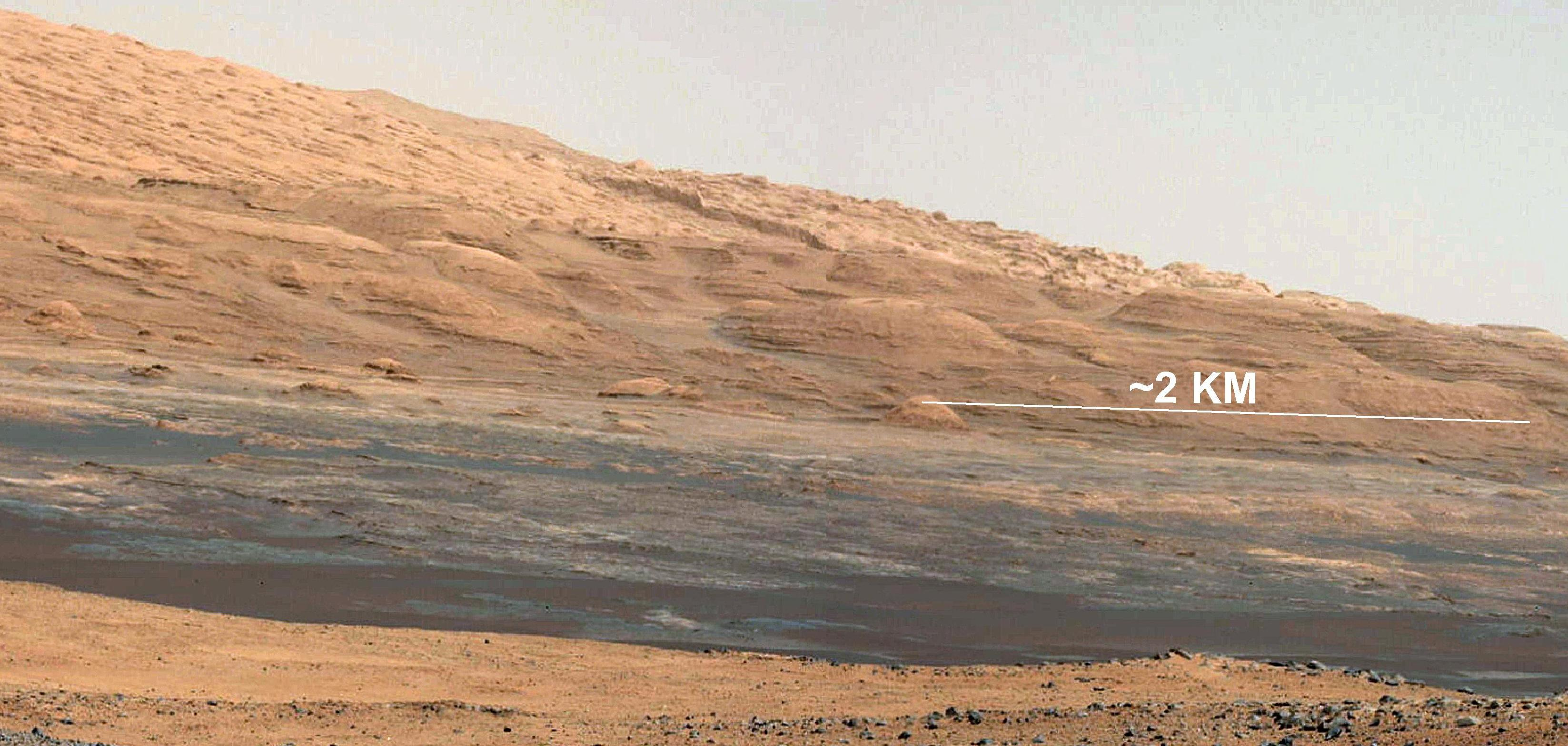
Світлина Aeolis Mons («Mount Sharp») зроблена 9 серпня 2012 року марсохідом «К'юріосіті».

Місія NASA — «Марсіанська наукова лабораторія» з марсохідом «К'юріосіті» була запущена 26 листопада 2011 року, і здійснила посадку на Марс 6 серпня 2012 року в місцевості Aeolis Palus у кратері Ґейл. Ровер має інструменти для дослідження інуючих або минулих форм життя на Марсі.

#### MAVEN
MAVEN — орбітальна місія для вивчення верхньої атмосфери Марса. Також слугуватиме передавачем для морсоходів і спускних апаратів на поверхні Марса. Апарат був запущений 18 листопада 2013 року і досяг планети 22 вересня 2014 року.

#### «Мангальян»
Місія Мангальян була запущена 5 листопада 2013 року Індійською організацією космічних досліджень і розробок. Апарат успішно вийшов на орбіту Марса 24 вересня 2014 року. Ця місія протестує технології для подальших запусків місій, а також має змогу досліджувати марсіанську атмосферу. Це перша місія Індії до Марса, Індія стала четвертою країною, яка успішно відправила космічний апарат до Марса після СРСР, NASA, ESA, а також перша азійська країна, яка успішно здійснила запуск місії до Марса. Бюджет місії склав $71 млн дол — це найдешевша місія до Марса за весь час.

#### «ExoMars Trace Gas Orbiter» та «Скіапареллі»
ExoMars Trace Gas Orbiter — орбітальний апарат, побудований спільно ESA і Роскосмосом. Апарат вийшов на орбіту Марса 19 жовтня 2016 року. Космічний апарат дослідить і з'ясує природу виникнення в атмосфері Марса домішок метану, водяної пари і інших газів, про вміст яких на червоній планеті відомо з 2003 року.
Спускний апарат «Скіапареллі» під час посадки на Марс 19 жовтня 2016 року розбився. Наприкінці листопада було повідомлено, що попередньою причиною катастрофи є помилка в блоці, система якого неправильно розрахувала висоту апарата. У той час, коли посадковий модуль увійшов в атмосферу Марса, блок, що вимірює кутові швидкості, видав системі управління некоректні дані про висоту, на якій знаходиться апарат. Внаслідок чого програмне забезпечення модуля раніше часу розкрило парашут, включило гальмівні двигуни і активувало систему посадки.

## Майбутні місії

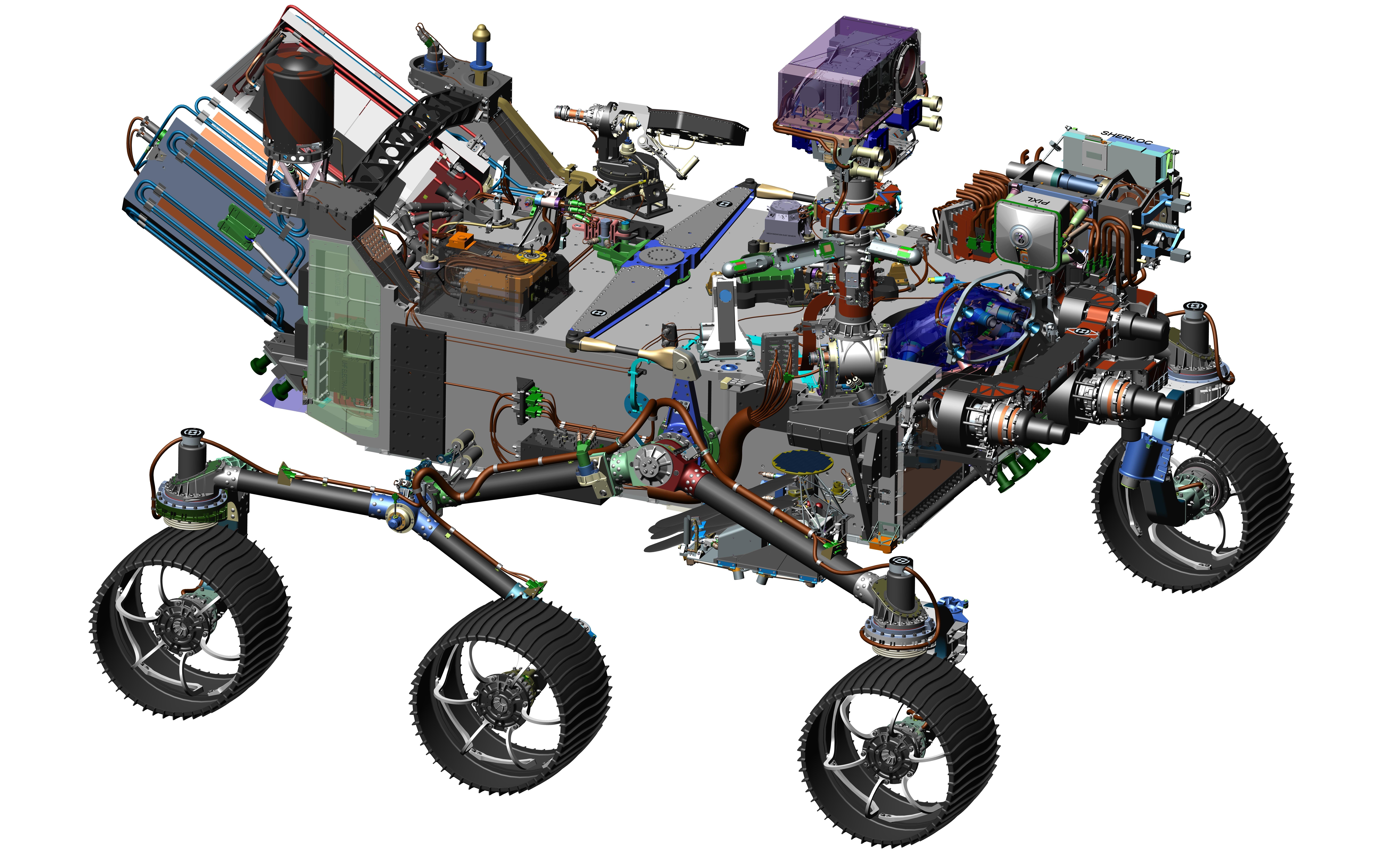
Комп'ютерна модель майбутнього марсохіда НАСА 2020 Mars Rover.

- У серпні 2012 року NASA обрала місію InSight вартістю $425 млн, яка складається зі спускного апарата, запуск планувалось здійснити у 2016 році з дриллю і сейсмометром для визначення структури Марса[79][80][81]. З апаратом будуть запущені два мініатюрні супутники — Mars Cube One для забезпечення телеметрії у реальному часі під час спуску і приземлення апарата InSight. Міні-супутники відділяться від ракети Атлас-5 після запуску і будуть подорожувати окремим маршрутом[82][83][84]. Запуск місії було перенесено з березня 2016 на травень 2018 року[85].
- ESA і Роскосмос у якості частини програми ЕкзоМарс планують відправити на Марс ровер — Екзомарс у 2020 році для дослідження існуючих мікроскопічних життєвих форм на Марсі[86].
- У 2020 році NASA планує відправити на Марс місію «Марс 2000», вона базуватиметься на місії ровера «К'юріосіті». Наукові інструменти будуть сфокусовані на астробіології[87].
- На 2020 рік заплановано Китайська місія на Марс, яка матиме у складі орбітальний апарат, спускний апарат і ровер[88].
- ОАЕ планують відправити у 2020 році орбітальний апарат до Марса, місія названа — Emirates Mars Mission[89][90].
- Індійська організація космічних досліджень і розробок планує відправити місію «Мангальян-2» у 2021—2022 роках. Місія може складатися зі спускного апарата та ровера[91].

### Пропозиції
- Фінсько-російська місія до Марса — MetNet має використовувати багато маленьких метеорологічних станцій на Марсі, щоб створити широкомасштабну мережу для дослідження атмосферної структури планети[92].
- Марс-ґрунт — концепт місії Роскосмоса для повернення зразків з марсіанської поверхні на Землю[93].
- Команди ESA та NASA запропонували місію з трьох запусків для повернення зразків ґрунту з Марса, концепт передбачає використання маленького ровера для зброру зразків, модуль для підйому зразків на орбіту та орбітальний модуль для доставки зразків на Землю[94]. Двигун на електричній тязі може дозволити здійснити всю місію за допомогою одного запуску замість трьох[95].
- Місія Sample Collection for Investigation of Mars, яка пропонувалась у рамках програми Mars Scout передбачала збір частинок з верхньої атмосфери Марса і повернення їх на Землю[96].
- Японія розробляє концепт місії MELOS з запуску ровера на Марс для пошуку біосигнатур і присутнього життя на Марсі[97].
- ESA представило новий робот Olympus, який здатний працювати в екстремальних умовах Марса. На відміну від традиційних колісних марсоходів, він може долати великі перешкоди, стрибати та пересуватися по складному рельєфу[98].

Інші концепти мають у складі полярні зонди, марсіанський літальний апарат і невеликі метеорологічні станції. Довготривалі місцевості для вивчення можуть включати: лавові тоннелі, використання ресурсів. Також можливі мікромісії, їх відправка можлива за допомогою ракети Аріан-5 і гравітаційного меневру навколо Місяця.
- Сучасні і майбутні місії. Огляд.

## Пропозиції пілотованого польоту на Марс

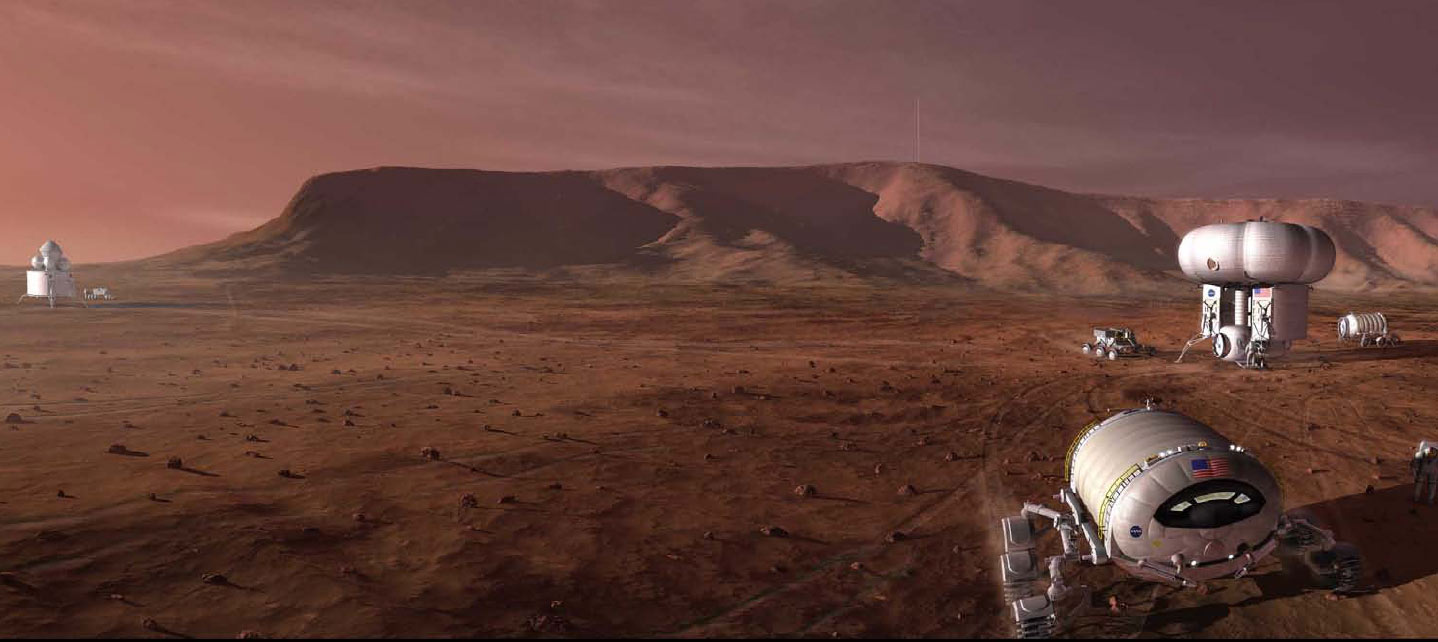
Концепт пілотованої місії НАСА до Марса (2009).

Багато людей вже давно виступають за пілотовану місію на Марс, це, можливо, у кінцевому підсумку, призведе до постійної колонізації Марса, як наступного логічного кроку дослідження космосу людиною після вивчення Місяця.

### NASA
Дослідження людиною космосу за допомогою пілотованих місій було визначено планом Vision for Space Exploration, який був анонсований у 2004 році президентом Джорджем Вокером Бушем. Космічний корабель Оріон буде використаний для відправлення пілотованої місії до Місяця у 2020 році, як ще один крок до пілотованої місії на Марс. 28 вересня 2007 року, адміністратор NASA Майкл Дуґлас Ґріффін оголосив, що мета NASA — відправити людину на Марс до 2037 року.
8 жовтня 2015 року NASA опублікувала офіційний план дослідження космосу людиною і колонізацію Марса. Вона назвала план «Подорож до Марса». План визначає три фази, які призведуть до колонізації.
- Перша стадія вже розпочалась — це подовження роботи МКС до 2024 року, перевірка технологій для дослідження глибокого космосу і вивчення ефектів довготривалих місій на людський організм.
- Друга стадія — рух досліджень від Землі до навколомісячного простору. NASA планує місію з захоплення астероїда (2020 рік), тестування засобів довготривалого перебування екіпажу місій у глибокому космосі і вивчення можливостей для дослідження Марса людиною.
- Третя стадія — незалежність місій на Марсі від ресурсів з Землі.
- Остання стадія передбачає довготривалі місії до місячної поверхні, які потребують лише планових технічних обслуговувань. Дослідники мають використовувати марсіанські ресурси для створення палива, води і будівельних матеріалів. NASA планує здійснити місії до Марса у 2030-х, незалежність від ресурсів з Землі може відбутись десятиліття потому[106].

8 серпня 2015 року NASA профінансувала однорічний проєкт для дослідження довготривалих ефектів одного року марсіанської місії на шістьох науковців. Вони жили в біо-будинку на горі Мауна Лоа на Гаваях із мінімальними контактами із зовнішнім світом, їм дозволялось виходити тільки одягнувши скафандри.
Нещодавно керівництво NASA привернуло кілька науково-дослідних організацій, яким доручено приступити до розробки «рою» майбутніх роботів-дослідників Марса. Дослідження, проведені групами вчених із Японії та університету Алабами, показали, що невеликі роботи, скопійовані з земних комах, цілком здатні вижити в несприятливих марсіанських умовах. Крила цих легких роботів можуть забезпечити силу тяги, достатню для польотів у розрідженій атмосфері Марса, яка в сто разів тонше атмосфери Землі. Роботи Marsbees будуть запускатися з невеликого марсохода, який стане для них мобільного базою. Ця база буде заряджати акумулятори роботів Marsbees і забезпечувати їх усіма необхідними комунікаціями, передаючи по ланцюжку на Землю всю зібрану інформацію. Загалом таку ж роботу виконують самі марсоходи, що знаходяться зараз на Червоній Планеті, але використання літаючих помічників допоможе їм охопити великі області і зібрати більшу кількість наукової інформації.
Плани NASA з дослідження Марса еволюціонували, це можна відстежити у розвитку програми Mars Design Reference Mission.

### Роберт Зубрін
Проєкт Mars Direct, запропонований Робертом Зубріним — це пропозиція з пілотованого польоту на Марс, яка направлена на економічність і можливе його здійснення з існуючими технологіями. Науковець пропонує використати для проєкту ракети-носії надважкого класу Сатурн V, наприклад Арес V. Модифікований проєкт «Mars to Stay» передбачає відправку астронавтів на Марс без повернення на Землю (Колонізація Марса).

## Проблеми дослідження Марса
| Spacecraft           | Outcome |
| -------------------- | ------- |
| «Фобос-1»            | Невдача |
| «Фобос-2»            | Невдача |
| Mars Observer        | Невдача |
| «Марс-96»            | Невдача |
| Mars Pathfinder      | Успіх   |
| Mars Global Surveyor | Успіх   |
| Mars Climate Orbiter | Невдача |
| Mars Polar Lander    | Невдача |
| Deep Space 2         | Невдача |
| Нодзомі              | Невдача |

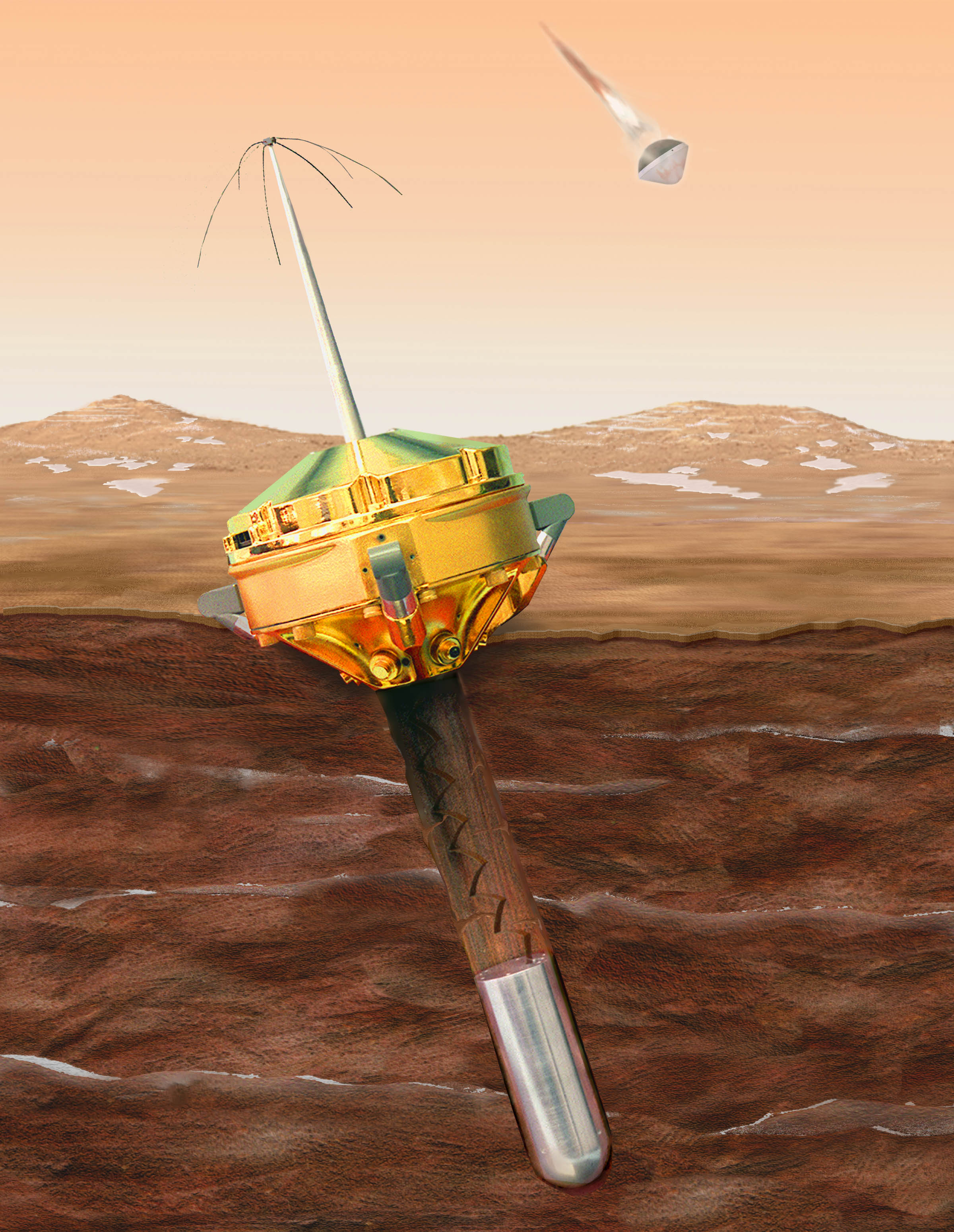
Технологія Deep Space 2

Виклики, складності і тривалість місій до Марса призвели до багатьох невдач. Велика кількість аварій місій, запущених з Землі для дослідження Марса неформально називають «Прокляття Марса». Вислів «Галактичний упир» або «Великий Галактичний упир» відсилає до неіснуючого космічного монстра, що живиться марсіанськими зондами, вислів був застосований вперше в 1997 році в журналі «Тайм», журналістом Дональдом Нефом, який іноді використовував вислів, щоб пояснити труднощі з запуском зондів до Марса.
За програмою «Фобос» СРСР відправив два зонди до Марса у 1988 році. «Фобос-1» стабільно надсилав сигнали до 2 вересня 1988 року, після чого від нього не було отримано жодних даних. Проблема була спричинена помилкою програмного забезпечення, яка дезактивувала двигуни, що коригували сонячні панелі апарата для забезпечення живленням, коли енергія в батареях апарата закінчилась, він перестав функціонувати. Апарат «Фобос-2» стабільно функціонував до моменту виходу на орбіту Марса 29 січня 1989 року. Зонд зібрав дані щодо Сонця, міжпланетного середовища, Марса, Фобоса. Незадовго до фінальної стадії місії, під час якої апарат пролітав на відстані 50 м від поверхні Фобоса і повинні були від'єднатись два спускних апарати, зв'язок з зондом був втрачений. Місія була завершена, коли зв'язок не вдалось поновити до 27 березня 1989 року. Причина — помилка у бортовому комп'ютері.
Кілька років потому, у 1992 році апарат Mars Observer, запущений NASA не вийшов на зв'язок під час наближення до Марса. Орбітальний апарат «Марс-96», запущений 16 листопада 1996 року Росією, також зазнав невдачі, коли не відбулось повторне запалення блоку Д-2 4-ї ступені.
Після успішних місій Mars Global Surveyor і Mars Pathfinder, невдачі з різних причин спідкали апарати, запущені у 1998 і 1999 роках — японський зонд Нозомі, апарат NASA Mars Climate Orbiter, Mars Polar Lander і Deep Space 2. Апарат NASA Mars Climate Orbiter найімовірніше згорів під час входження в атмосферу Марса.
ESA також мали невдалі місії — два спускних апарати: «Бігль-2», побудований Великою Британією не зміг розкласти свої сонячні панелі після приземлення у грудні 2003 року і «Скіапареллі», який був частиною програми ЕкзоМарс, він був запущений разом з орбітальним апаратом ExoMars Trace Gas Orbiter. Посадку «Скіапареллі» на поверхню було заплановано на 19 жовтня 2016 року. Проте під час посадки «Скіапареллі» розбився. Він впав на поверхню Марса з більшої висоти, ніж планувалося, — від двох до чотирьох кілометрів. Припускається, що модуль впав на швидкості близько 300 км/год. Наприкінці листопада було повідомлено, що попередньою причиною катастрофи є помилка в блоці, система якого неправильно розрахувала висоту апарата. У той час, коли посадковий модуль увійшов в атмосферу Марса, блок, що вимірює кутові швидкості, видав системі управління некоректні дані про висоту, на якій перебував апарат, унаслідок чого програмне забезпечення модуля раніше часу розкрило парашут, включило гальмівні двигуни й активувало систему посадки.

## Хронологія дослідження Марса
Джерело.

### Загальна таблиця
| Тип місії          | % Успішних | Всього спроб | Успішні | Частково успішні | Аварія під час запуску | Аварія під час подорожі | Аварія під час виходу на орбіту/ приземлення |
| ------------------ | ---------- | ------------ | ------- | ---------------- | ---------------------- | ----------------------- | -------------------------------------------- |
| Пролітні           | 45 %       | 11           | 5       | 0                | 4                      | 2                       | 0                                            |
| Орбітальні апарати | 50 %       | 23           | 10      | 2                | 5                      | 3                       | 3                                            |
| Спускні апарати    | 53 %       | 15           | 7       | 1                | 0                      | 3                       | 4                                            |
| Марсоходи          | 66 %       | 6            | 4       | 0                | 0                      | 0                       | 2                                            |
| Разом              | 53 %       | 55           | 26      | 3                | 9                      | 8                       | 9                                            |

### Рання статистика
Цей графік дозволяє прослідкувати запуски до Марса. Наприклад, наприкінці 1970-х було запущено не так багато місій, проте в цей час була реалізована програма «Вікінг»: були запущені два орбітальних апарата і працювали ще два спускних, інший апарат працював до 1982 року.
- Невдача
- Частковий успіх
- Успіх
- У польоті
- Заплановано

### Хронологія
| Місії (1960—1969)           | Запуск     | Прибуття на Марс | Кінець місії    | Тип місії                                                            | Результат | Бюджет місії, млрд $ | Пускова маса, метричних тонн | Маса апарата, метричних тонн |
| --------------------------- | ---------- | ---------------- | --------------- | -------------------------------------------------------------------- | --- | -------------------- | ---------------------------- | ---------------------------- |
| «Марс-1М № 1»               | 10.10.1960 |                  | 10.10.1960      | Обліт                                                                | Аварія під час запуску                                                                                          |                      | 0,66                         |                              |
| «Марс-1М № 2»               | 14.10.1960 |                  | 14.10.1960      | Обліт                                                                | Аварія під час запуску                                                                                          |                      | 0,66                         |                              |
| Марс 1962А                  | 24.10.1962 |                  | 24.10.1962      | Обліт                                                                | Аварія невдовзі після запуску                                                                                   |                      | 0,88                         |                              |
| «Марс-1»                    | 1.11.1962  |                  | 21.03.1963      | Обліт                                                                | Частковий успіх: отримані деякі дані, але контакт був втрачений до досягнення Марса, обліт приблизно 193,000 км |                      | 0,89                         |                              |
| Марс 1962B                  | 4.11.1962  |                  | 19.01.1963      | Спускний апарат                                                      | Невдача (не зміг вийти на орбіту Землі)                                                                         |                      | 0,90                         | 0,26                         |
| «Марінер-3»                 | 5.11.1964  |                  | 5.11.1964       | Обліт                                                                | Аварія під час запуску                                                                                          |                      | 0,26                         |                              |
| «Марінер-4»                 | 28.11.1964 | 14.07.1965       | 21.12.1967      | Обліт                                                                | Успішно (21 світлина була передана на Землю)                                                                    | 0,08                 | 0,26                         |                              |
| «Зонд-2»                    | 30.11.1964 |                  | Травень 1965    | Обліт (передбачався посадковий модуль)                               | Невдача (зв'язок втрачений за три місяці до виходу на орбіту Марса)                                             |                      | 0,98                         |                              |
| «Марінер-6»                 | 25.02.1969 | 31.07.1969       | Серпень 1969    | Обліт                                                                | Успішно |                      | 0,41                         |                              |
| «Марінер-7»                 | 27.03.1969 | 5.08.1969        | Серпень 1969    | Обліт                                                                | Успішно |                      | 0,41                         |                              |
| Марс 1969А                  | 27.03.1969 |                  | 27.03.1969      | Орбітальний                                                          | Аварія під час запуску                                                                                          |                      | 3,55                         | 2,10                         |
| Марс 1969В                  | 2.04.1969  |                  | 2.04.1969       | Орбітальний                                                          | Аварія під час запуску                                                                                          |                      | 3,55                         | 2,10                         |
| Місії (1970—1989)           | Запуск     | Прибуття на Марс | Кінець місії    | Тип місії                                                            | Результат | Бюджет місії, млрд $ | Пускова маса, метричних тонн | Маса апарата, метричних тонн |
| «Марінер-8»                 | 8.05.1971  |                  | 8.05.1971       | Орбітальний                                                          | Аварія під час запуску                                                                                          |                      | 1,00                         | 0,60                         |
| Космос-419                  | 10.05.1971 |                  | 12.05.1971      | Орбітальний                                                          | Аварія під час запуску                                                                                          |                      | 3,80                         | 2,50                         |
| «Марінер-9»                 | 30.05.1971 | 14.11.1971       | 27.10.1972      | Орбітальний                                                          | Успішний (перший успішний обліт орбіти)                                                                         |                      | 1,00                         | 0,52                         |
| «Марс-2»                    | 19.05.1971 | 27.11.1971       | 22.08.1972      | Орбітальний                                                          | Успішно |                      | 4,65                         | 2,50                         |
| «Марс-2»                    | 19.05.1971 | 27.11.1971       | 27.11.1971      | Спускний апарат, ровер                                               | Невдача, апарат розбився на поверхні Марса                                                                      |                      | 4,65                         | 0,85                         |
| «Марс-3»                    | 28.05.1971 | 2.12.1971        | 22.08.1972      | Орбітальний                                                          | Успішно |                      | 4,65                         | 2,50                         |
| «Марс-3»                    | 28.05.1971 | 2.12.1971        | 2.12.1971       | Спускний апарат, ровер                                               | Частковий успіх. Перше вдале приземлення; відбулась м'яка посадка, проте, через 15 секунд зв'язок був втрачений |                      | 4,65                         | 0,85                         |
| «Марс-4»                    | 21.07.1973 | 10.02.1974       | 10.02.1974      | Орбітальний                                                          | Частковий успіх (не вийшов на орбіту, здійснив близький обліт)                                                  |                      | 3,55                         | 2,40                         |
| «Марс-5»                    | 25.07.1973 | 2.02.1974        | 21.02.1974      | Орбітальний                                                          | Частковий успіх. Апарат вийшов на орбіту і надіслав дані, проте був втрачений через 9 днів.                     |                      | 3,55                         | 2,40                         |
| «Марс-6»                    | 5.08.1973  | 12.03.1974       | 12.03.1974      | Спускний апарат                                                      | Частковий успіх. Отримані дані під час спуску, проте не після приземлення на Марс                               |                      | 4,55                         | 0,85                         |
| «Марс-7»                    | 9.08.1973  | 9.03.1974        | 9.03.1974       | Спускний апарат                                                      | Невдача. Передчасне відокремлення спускного апарата                                                             |                      | 4,55                         | 0,85                         |
| «Вікінг-1»                  | 20.08.1975 | 20.07.1976       | 17.08.1980      | Орбітальний                                                          | Успішно | 0,5                  | 3,53                         | 2,33                         |
| «Вікінг-1»                  | 20.08.1975 | 20.07.1976       | 13.11.1982      | Спускний апарат                                                      | Успішно | 0,5                  | 3,53                         | 0,61                         |
| «Вікінг-2»                  | 9.09.1975  | 3.09.1976        | 25.07.1978      | Орбітальний                                                          | Успішно | 0,5                  | 3,53                         | 2,33                         |
| «Вікінг-2»                  | 9.09.1975  | 3.09.1976        | 11.04.1980      | Спускний апарат                                                      | Успішно | 0,5                  | 3,53                         | 0,61                         |
| «Фобос-1»                   | 7.07.1988  |                  | 2.09.1988       | Орбітальний                                                          | Частковий успіх. Отримані деякі дані. Контакт втрачений на шляху до Марса                                       |                      | 6,22                         |                              |
| «Фобос-1»                   | 7.07.1988  |                  | Спускний апарат | Невдача. Апарат не від'єднався                                       | | 0,09                 | 6,22                         |                              |
| «Фобос-2»                   | 12.07.1988 | 29.01.1989       | 27.03.1989      | Орбітальний                                                          | Частковий успіх: вийшов на орбіту і передав деякі дані. Контакт був втрачений до від'єднання спускних апаратів  |                      | 6,22                         |                              |
| «Фобос-2»                   | 12.07.1988 | 29.01.1989       |                 | Спускні апарати                                                      | Невдача. Не від'єднались спускні апарати                                                                        |                      | 6,22                         | 0,07                         |
| Місії (1990—1999)           | Запуск     | Прибуття на Марс | Кінець місії    | Тип місії                                                            | Результат | Бюджет місії, млрд $ | Пускова маса, метричних тонн | Маса апарата, метричних тонн |
| Mars Observer               | 25.09.1992 | 24.08.1993       | 21.08.1993      | Орбітальний                                                          | Невдача. Втрачений контакт перед виходом на орбіту                                                              | 0,8                  | 2,5                          |                              |
| Mars Global Surveyor        | 7.11.1996  | 11.09.1997       | 5.11.2006       | Орбітальний                                                          | Успішно |                      | 1,1                          | 0,74                         |
| «Марс-96»                   | 16.11.1996 |                  | 17.11.1996      | Орбітальний, спускний апарат                                         | Аварія під час запуску                                                                                          |                      | 6,83                         | 2,59                         |
| Mars Pathfinder             | 4.12.1996  | 4.07.1997        | 27.09.1997      | Спускний апарат                                                      | Успішно |                      | 0,89                         | 0,36                         |
| «Соджорнер»                 | 4.12.1996  | 4.07.1997        | 27.09.1997      | Ровер                                                                | Успішно |                      | 0,89                         |                              |
| Нозомі                      | 3.07.1998  |                  | 9.12.2003       | Орбітальний                                                          | Невдача. Складності під час подорожі. Не вийшов на орбіту.                                                      |                      | 0,54                         | 0,26                         |
| Mars Climate Orbiter        | 11.12.1998 | 23.09.1999       | 23.09.1999      | Орбітальний                                                          | Невдача |                      | 0,63                         | 0,54                         |
| Mars Polar Lander           | 3.01.1999  | 3.12.1999        | 3.12.1999       | Спускний апарат                                                      | Невдача. Розбився під час спуску.                                                                               |                      | 0,58                         | 0,29                         |
| Deep Space 2 (DS2)          | 3.01.1999  | 3.12.1999        | 3.12.1999       | Спускні апарати                                                      | Невдача. Розбився під час спуску.                                                                               |                      | 0,58                         |                              |
| Місії (2000—2009)           | Запуск     | Прибуття на Марс | Кінець місії    | Тип місії                                                            | Результат | Бюджет місії, млрд $ | Пускова маса, метричних тонн | Маса апарата, метричних тонн |
| Марс Одіссей                | 7.04.2001  | 24.10.2001       | 13.02.2019      | Орбітальний                                                          | Успішно | 0,3                  | 0,73                         | 0,33                         |
| Марс-експрес                | 2.06.2003  | 25.12.2003       | Діючий          | Орбітальний                                                          | Успішно | 0,3                  | 1,12                         | 0,60                         |
| «Бігль-2»                   | 2.06.2003  | 25.12.2003       | 6.02.2004       | Спускний апарат                                                      | Невдача. Приземлився, проте не зміг передати дані на Землю.                                                     |                      | 1,12                         | 0,06                         |
| Марсохід «Спіріт»           | 10.06.2003 | 4.01.2004        | 22.03.2011      | Ровер                                                                | Успішно |                      |                              |                              |
| Марсохід «Оппортьюніті»     | 7.07.2003  | 25.01.2004       | 13.02.2019      | Ровер                                                                | Успішно | 0,4                  |                              |                              |
| «Розетта»                   | 2.03.2004  | 25.02.2007       | 30.09.2016      | Обліт/Гравітаційний маневр на шляху до комети Чурюмова — Герасименко | Успішно (успішний обліт Марса).                                                                                 | 1,8                  |                              |                              |
| Mars Reconnaissance Orbiter | 12.08.2005 | 10.03.2006       | Діючий          | Орбітальний                                                          | Успішно | 0,7                  |                              |                              |
| «Фенікс»                    | 4.08.2007  | 25.05.2008       | 10.11.2008      | Спускний апарат                                                      | Успішно | 0,4                  |                              |                              |
| Dawn                        | 27.09.2007 | 17.02.2009       | Діючий          | Обліт/Гравітаційний маневр на шляху до Вести                         | Успішно (успішний обліт Марса).                                                                                 | 0,4                  |                              |                              |
| Місії (2010—2019)           | Запуск     | Прибуття на Марс | Кінець місії    | Тип місії                                                            | Результат | Бюджет місії, млрд $ | Пускова маса, метричних тонн | Маса апарата, метричних тонн |
| «Фобос-Ґрунт»               | 8.11.2011  |                  | 8.11.2011       | Спускний апарат, повернення зразків на Землю з Фобоса                | Невдача. Не вийшов на орбіту Землі.                                                                             | 0,2                  | 13,5                         | 2,30                         |
| «Інхо-1»                    | 8.11.2011  |                  | 8.11.2011       | Орбітальний                                                          | Невдача. Не вийшов на орбіту Землі.                                                                             |                      | 13,5                         | 0,12                         |
| Марсохід «К'юріосіті»       | 26.11.2011 | 6.08.2012        | Діючий          | Ровер                                                                | Успішно | 2,5                  | 3,89                         | 2,91                         |
| Мангальян                   | 5.11.2013  | 24.09.2014       | Діючий          | Орбітальний                                                          | Успішно | 0,07                 | 1,34                         | 0,50                         |
| MAVEN                       | 18.11.2013 | 22.09.2014       | Діючий          | Орбітальний                                                          | Успішно | 0,7                  | 2,45                         | 0,81                         |
| ExoMars TGO                 | 14.03.2016 | 19.10.2016       | Діючий          | Орбітальний                                                          | Успішно | 1,2                  | 4,33                         | 1,43                         |
| «Скіапареллі»               | 14.03.2016 | 19.10.2016       | 19.10.2016      | Спускний апарат                                                      | Частковий успіх. Руйнація під час приземлення, були передані деякі дані.                                        | 1,2                  | 4,33                         | 0,60                         |

### Заплановані місії
| Назва                   | Запропонована дата запуску | Тип місії           | Нотатки                                                                |
| ----------------------- | -------------------------- | ------------------- | ---------------------------------------------------------------------- |
| InSight                 | 5.05.2018                  | Спускний апарат     | Вивчення внутрішньої структури Марса.                                  |
| Mars Cube One           | 5.05.2018                  | 2 зонди, проліт     | Забезпечення телеметрії під час спуску та посадки.                     |
| ЕкзоМарс                | 2020                       | Посадкова платформа | Метеорологічні випробування та розгортання ровера.                     |
| ЕкзоМарс                | 2020                       | ЕкзоМарс Ровер      | Пошук існування минулого або існуючого життя на Марсі.                 |
| «Марс 2020»             | 30.07.2020                 | Ровер               | Астробіологічні цілі; ровер базується на ровері «К'юріосіті»           |
| Mars Hope               | 2020                       | Орбітальний         | Вивчення атмосфери; буде першим арабським зондом відправленим на Марс. |
| Китайська місія на Марс | 23.07.2020                 | Орбітальний, ровер  | Тестування технологій; наукові цілі                                    |

### Запропоновані проєкти
| Назва                        | Пропонована дата запуску         | Тип місії                                                 | Notes |
| ---------------------------- | -------------------------------- | --------------------------------------------------------- | --- |
| Попередник місії Mars MetNet | 2018 або пізніше                 | Одиночне тестове зіткнення з поверхнею                    | Попередник місії для мережі спускних апаратів.                                                                                                 |
| Mars MetNet                  | Після запуску попереднього зонда | Мережа спускних апаратів                                  | Метеорологічні вимірювання у багатьох точках поверхні.                                                                                         |
| Mars Geyser Hopper           | 2018                             | Спускний апарат                                           | Буде мати здатність літати або «стрибати» принаймні двічі, від місця розташування до нового місця поблизу виділення CO2 марсіанських гейзерів. |
| Northern Light               | 2018                             | Спускний апарат, ровер                                    | Місія проєктується канадськими компаніями і Thoth Technology Inc. [Архівовано 25 жовтня 2017 у Wayback Machine.]                               |
| «Мангальян-2»                | 2018—2020                        | Орбітальний і спускні апарати                             | Марсіанські орбітальний і спускний апарати заплановано запустити за допомогою ракети GSLV.                                                     |
| Icebreaker Life              | 2018 або 2020                    | Стаціонарний спускний апарат                              | Базується на спускному апараті «Фенікс», має здійснити астробіологічні тести з підповерхневим льодом.                                          |
| PADME                        | 2020                             | Орбітальний                                               | Вивчення Фобоса і Деймоса |
| Inspiration Mars Foundation  | 2021                             | Пілотований обліт                                         | Приватна місія, яка має відправити двох пасажирів здійснити обліт навколо Марса і повернутись на Землю без приземлення.                        |
| Martian Moons Explorer       | 2022                             | Спускний апарат, повернення зразків на Землю              | Повернення зразків на Землю з Фобоса і дистанційне зондування Деймоса; апарат також дослідить Атмосферу Марса                                  |
| Mars 2022                    | 2022                             | Орбітальний                                               | Здійснить картографування і слугуватиме для зв'язку КА на Марсі з Землею                                                                       |
| Phootprint                   | 2024                             | Спускний апарат і повернення зразків                      | Повернення зразків з супутників Марса на Землю.                                                                                                |
| Фобос-Грунт 2                | 2024                             | Спускний апарат, повернення зразків на Землю              | Повернення зразків з Фобоса. |
| Mars Orbiter                 | 2027                             | Орбітальний                                               | Перший зонд Південної Кореї для дослідження Марса.                                                                                             |
| MELOS                        | 2020-ті                          | Ровер                                                     | Ровер може мати невеликий літальний апарат |
| Марс-Ґрунт                   | 2020-ті                          | Орбітальний, спускний апарат, повернення зразків на Землю | Повернення зразків з Марса на Землю. |
| BOLD                         | 2020-ті                          | 6 спускних апаратів                                       | Астробіологічні тести з підповерхневими ґрунтами.                                                                                              |
| Mars Lander                  | 2030                             | Спускний апарат                                           | Перша місія Південної Кореї з приземленням апарата на поверхню Марса.                                                                          |

### Нереалізовані концепти

#### 1970-ті
- «Марс-4НМ» та «Марс-5НМ» — проєкти з відправки СРСР важких марсоходів і повернення зразків на Землю ракетою-носієм Н-1, яка так і не була запущена жодного разу[182].
- «Марс-79» — подвійна місія СРСР з повернення зразків, що планувалась у 1979 році, проте була відмінена через технічні проблеми.
- Космічна програма «Вояджер» (Марс) — космічна програма NASA, за якою планувалось відправити два орбітальних і два спускних апарата, мала бути запущена ракетою-носієм Сатурн V.

#### 1990-ті
- Mars Aerostat — Російсько-французька частина спочатку скасованої місії «Вести», а пізніше невдалої «Марс-96», на початку планувалось запустити місію у 1992 році, потім у 1994, 1996 після чого була скасована[183][184].
- Mars Together — спільна місія США і РФ, планувалась до запуску у 1990-ті. Мала бути запущена ракетою-носієм «Молнія» з американськими спускним і орбітальними апаратами[185][186].
- MESUR — відправка 16 спускних апаратів, що планувалась на 1999—2009 роки.
- Марс-98 — концепт місії РФ, що складався з орбітального, спускного апаратів і ровера і планувався до запуску у 1998 році замість невдалої місії «Марс-96» і був скасований за браком коштів.

#### 2000-ні
- Mars Surveyor 2001 Lander — спускний апарат NASA, який планувалось запустити у 2001 році.
- Kitty Hawk — концепт невеликого літального апарата для дослідження Марса, запуск планувався 17 грудня 2003 року на честь сторіччя Братів Райт[187]. Фінансування надали проєкту «Mars Network»[188].
- NetLander — концепт марсіанських спускних апаратів, що планувалось запустити у 2007—2009 роках.
- Бігль-3 — концепт британської місії 2009 року для пошуку життя на Марсі.
- Mars Telecommunications Orbiter — концепт марсіанського телекомунікаціного орбітального апарата, планувалось запустити у вересні 2009 року.

#### 2010-ті
- Sky-Sailor — літальний апарат, планувалось запустити у 2014 році, розроблений Швейцарією для детального фотографування Марсіанської поверхні.
- Mars Astrobiology Explorer-Cacher — ровер, планувався до запуску у 2018 році.
- Red Dragon — апарат, похідний від капсули Dragon 2, розробленої компанією SpaceX з аеродинамічним гальмуванням. Планувалось запустити у 2018 році, пізніше у 2020 році.
- Марсохід «перекотиполе»[189].
- Mars One — запуск орбітальних апаратів, спускного модулю і ровера.